# Sabre d'honneur du lion éveillé

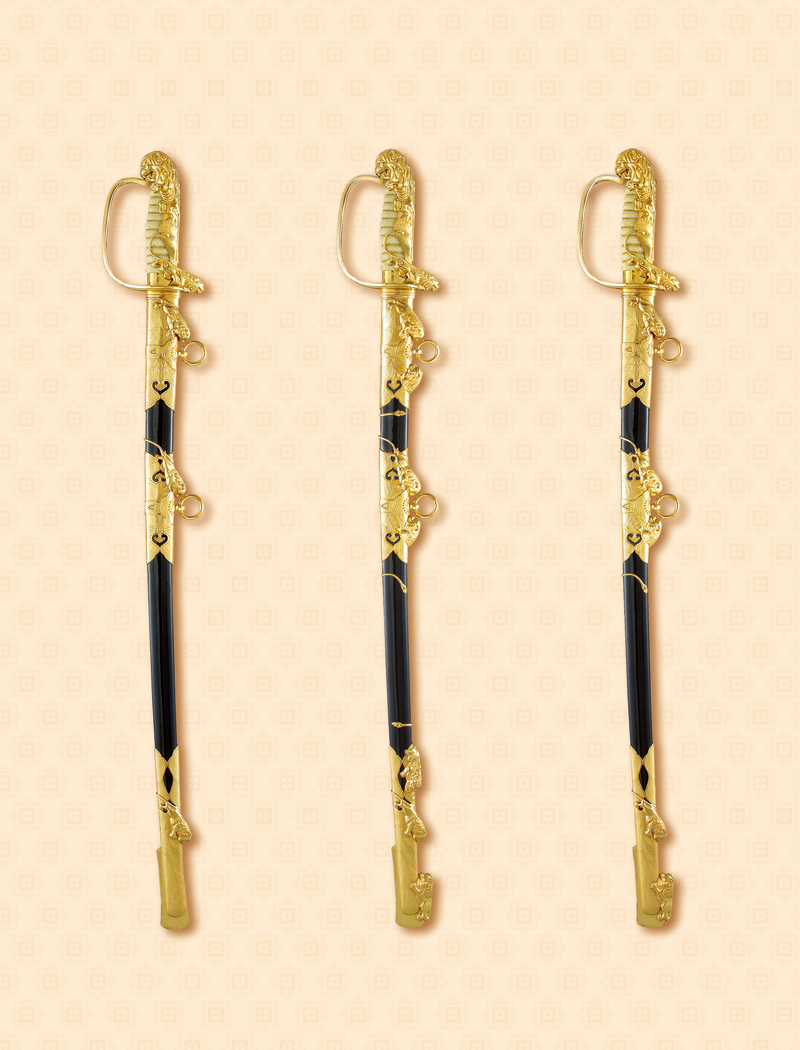

Le Sabre d'honneur du lion éveillé (chinois : 醒獅勳刀) est un sabre d'honneur de la république de Chine. Il a été créé en 1935 pour récompenser des officiers déjà très décorés qui méritent plus d'éloges. Le sabre d'honneur est le plus grand honneur militaire de la république de Chine.